# Leitungsspanne
Unter einer Leitungsspanne oder Führungsspanne (englisch span of control) oder Lenkungsspanne versteht man im Personalwesen die Anzahl der einer Leitungsstelle unmittelbar unterstellten Mitarbeiter, d. h. wie viele Mitarbeiter sich hierarchisch direkt unter einer Führungskraft oder einer Organisation befinden.

## Merkmale
Eine optimale Größe der Leitungsspanne ist im Allgemeinen nicht zu bestimmen, obwohl es sehr differenzierte Ansätze zum Bestimmungsversuch einer solchen gibt. Während es früher Ansätze gab, die eine optimale Leitungsspanne bei 8–10 vermuteten, wurden diese Zahlen mangels Fundierung mittlerweile wieder verworfen. Eine Ausnahme gilt für stark bürokratische Unternehmen. Dort gilt weiterhin die optimale Leitungsspanne als bei 4–10 liegend. Die Leitungsspanne kann innerhalb und zwischen Organisationen stark schwanken. Eine Leitungsspanne sollte generell nur so groß sein, dass es einem Vorgesetzten immer möglich bleibt, gut innerhalb dieser Spanne zu kontrollieren und zu koordinieren. Ist zum Beispiel eine Leitungsspanne zu groß, so führt dieses zu einer Überlastung des Vorgesetzten. Eine Folge davon ist, dass die Qualität der Arbeit in der gesamten Abteilung leidet.

### Beispiele
- In einem Unternehmen gibt es 100 Mitarbeiter und weitere 10 Führungskräfte. Die Führungsspanne (bei gleichmäßiger Personalverteilung) beträgt 10.
- In einer Abteilung arbeiten 18 Mitarbeiter und 2 Abteilungsleiter. Die Führungsspanne (bei gleichmäßiger Personalverteilung) beträgt 9.

### Synergien durch Veränderung der Leitungsspanne
In der Erweiterung der Führungsspanne wird häufig eine Möglichkeit zu Einsparungen gesehen. Die Erweiterung ist allerdings mit einer Mehrbelastung der Führungskraft (zum Beispiel des Gruppenleiters) verbunden. Der Faktor für die Belastungsänderung kann mit dieser Faustformel ermittelt werden:
Mitarbeiterneu / Mitarbeiteralt × log(Mitarbeiterneu) / log(Mitarbeiteralt).
Muss zum Beispiel eine Führungskraft nach einer Reorganisation anstelle von fünf Mitarbeitern nun zehn Mitarbeiter betreuen, dann wächst die Belastung der Führungskraft bei der Betreuung ihrer Mitarbeiter nicht nur um den Faktor 2, sondern um den Faktor 2,81. Erlaubt die Teamvergrößerung Synergien, dann kann die Leistungsfähigkeit des Teams jedoch auch entsprechend wachsen.
Ein Zusammenlegen ohnehin großer Gruppen ist leichter zu verkraften: Verdoppelt sich beispielsweise die zu führende Mitarbeiterzahl von 50 auf 100, dann ergibt sich daraus ein Faktor von 2,22 für die Zunahme der Führungsbelastung.
Ob eine Veränderung der Führungsspanne tatsächlich zu Synergien führt, die ausreichen, um den gestiegenen Organisationsaufwand zu kompensieren, muss in der Praxis des Einzelfalls genau beobachtet werden. Auch gilt, dass die Vergrößerungen der Führungsspanne auf unterer Führungsebene aus Sicht der darüber liegenden Führungsebene zwar zunächst die Komplexität verringern; jedoch steigt dadurch (schon aus informationstheoretischer Sicht) die Komplexität in der unteren Führungsebene. Komplexitätsreduktion durch Komplexitätsverlagerung ist somit keine generell anwendbare Methode, Einsparungen erzielen zu können.

## Zusammenhang Leitungsspanne und Leitungstiefe, Leitungsintensität
Unter Leitungstiefe versteht man die Anzahl der hierarchischen Leitungsebenen. Gibt es viele Hierarchieebenen, so spricht man von einer steilen Struktur. Im Gegensatz dazu spricht man von einer flachen Struktur (vgl. Lean Management), wenn wenige Ebenen vorhanden sind.
Die Leitungsintensität drückt das zahlenmäßige Verhältnis zwischen den Leitungsstellen und den Ausführungsstellen aus. Es muss jedoch berücksichtigt werden, dass Stabsstellen und Assistenzstellen zu den Leitungsstellen gezählt werden. Die Leitungsintensität ist sehr wichtig und aussagekräftig bei der Beurteilung von Organisationsstrukturen.
Wie groß eine Spanne höchstens sein darf, hängt hauptsächlich von zwei Einflussgrößen ab: der qualitativen und quantitativen Leistungskapazität des Vorgesetzten. Mit der quantitativen Leistungskapazität ist hauptsächlich der zur Verfügung stehende zeitliche Rahmen gemeint, in dem sich der Vorgesetzte persönlich seinen Leitungsaufgaben widmet. Diese persönliche Erledigung der Aufgaben des Vorgesetzten stellt die qualitative Kapazität dar. Eine andere Größe ist die Nutzung der Leitungsbeziehungen. Sie setzt sich daraus zusammen, wie oft und wie lange die einzelnen Mitarbeiter die Hilfe und Anweisungen des Vorgesetzten benötigen.

## Die Diskussion der optimalen Leitungsspanne
- Wie bereits oben erwähnt, ist es schlecht, wenn Leitungsspannen zu groß sind, da es dadurch zur Überforderung des Vorgesetzten kommen kann.
- Eine kleine Leitungsspanne ist dann zu empfehlen, wenn die Vorgesetzten ihre Koordinations- und Kontrollaufgaben gut wahrnehmen wollen und durch eine kleine Leitungsspanne ihre Aufgaben qualitativ hochwertig erledigen können.
- Kleine Leitungsspannen haben eine große Gliederungstiefe. Daraus folgt ein unter Umständen manipulierter Informationsfluss.
- Ein weiterer Nachteil ist eine sehr steile Leitungstiefe, da auf Grund vieler Hierarchieebenen der Informationsfluss oft unterbrochen wird und deshalb viel mehr Zeit in Anspruch nimmt, bis das Ziel erreicht ist.
- Eine steile Leitungstiefe kann auch eine Filterfunktion haben. Es kann passieren, dass Informationen, bis sie ihr Ziel erreichen, nicht mehr vollständig bzw. abgeändert oder verfälscht sind.

Eine optimale Leitungsspanne gibt es nicht. Man solle daher im Einzelfall unter Berücksichtigung verschiedener Kriterien eine für den jeweiligen Betrieb optimale Leitungsspanne festlegen. Als Kriterien kann man unter anderem die Qualifikation der Mitarbeiter, Qualifikation der Vorgesetzten oder auch die Verschiedenartigkeit der Aufgaben, die zu erfüllen sind, heranziehen.

## Entwicklung zu einer hohen Leitungsspanne
Die Stärke eines Unternehmens ist unter anderem die Schnelligkeit bei der Entscheidungsfindung, die auf einem raschen und unverfälschten Informationsaustausch beruht. Um diese Probleme zu lösen, wurde im Laufe der Zeit umstrukturiert. Die Organisationsformen wurden abgespeckt und Kontrollorganisationen wurden zu Vertrauensorganisationen. Man setzte hier auf Koordination und Selbstabstimmung der Mitarbeiter und auf die Autonomie der Stellen. Möglich wird dieser organisatorische Wandel vor allem durch gesunkene Kommunikationskosten, die E-Mail und Internet mit sich bringen.

## Probleme dieser Entwicklung
- Weniger Karrierechancen: Die Möglichkeit eines beruflichen Aufstiegs ist bei flachen Hierarchien geringer.
- Sinkende Motivation der Mitarbeiter durch Überforderung: Durch die Selbstorganisation der einzelnen Mitarbeiter ist der Koordinationsaufwand gewachsen.
- Desorientierung der Mitarbeiter durch große Aufgabenvielfalt.
- Gefahr des innerbetrieblichen Betrugs durch abgebaute Kontrollinstanzen.[6]